# 林仙级轻巡洋舰 (1913年)

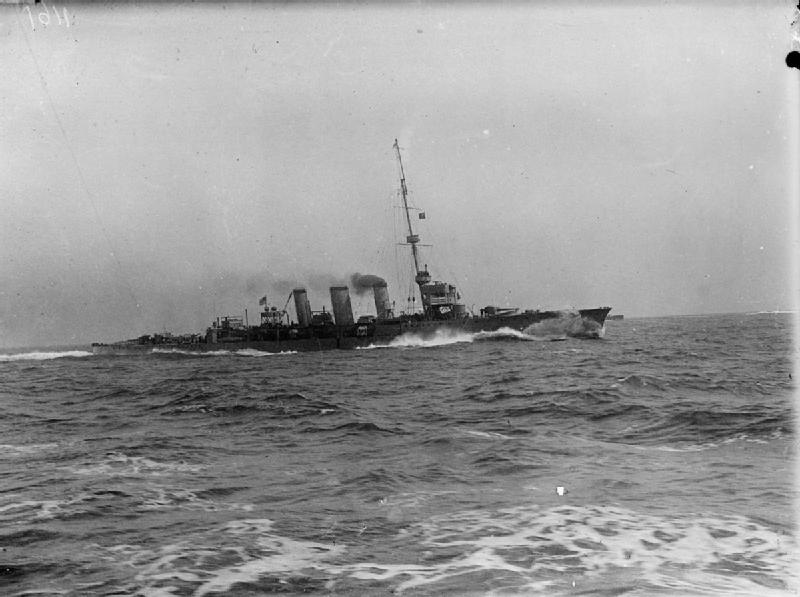
林仙号

林仙级轻巡洋舰（英语：Arethusa class）英国皇家海军的一级轻巡洋舰。同级舰共建造8艘：林仙号、无吓号、奥罗拉号、佩涅罗珀号、伽拉忒亚号、善变号、法厄同号、保皇党号。所有的林仙级舰只都参加了第一次世界大战。

## 发展历史
在第一次世界大战前夕，英国与德国的海军竞赛十分激烈。双方在竞相建造无畏舰的同时，也大量建造用于侦察、辅助等的中小型舰只。当时任英国第一海军大臣的温斯顿·丘吉尔和退休后重返海军部的约翰·费希尔男爵认为，必须建造高航速的新型战列舰，这结果是产生了伊丽莎白女王级战列舰。而为与这些高速战列舰相配合，现有的巡洋舰（如城级巡洋舰）都太慢，于是必须建造一型新的巡洋舰。这种需求促成了林仙级轻巡洋舰的发展。
林仙级于1912年开始设计，当年即招标并选定了建造船厂。但同级8艘舰还未全部建造完成，第一次世界大战便已发生。最后5艘在战时完工，并随即投入使用。根据在战争中获得的一些实际经验，8艘林仙级进行了不同程度的改装。

## 舰名
林仙级首舰“林仙号”的舰名来源于希腊神话中山林仙女阿瑞图萨的名字，其故事见于古罗马诗人奥维德的名作《变形记》。该舰名是皇家海军传统的风帆巡航舰的名字。值得注意的是，同级舰中最早开工的实际是奥罗拉号。

## 同级舰
| 汉语舰名 | 英语舰名       | 建造船厂       | 下水           | 完工           |
| -------- | -------------- | -------------- | -------------- | -------------- |
| 林仙     | HMS Arethusa   | 查塔姆海军船厂 | 1913年10月25日 | 1914年8月11日  |
| 无吓     | HMS Undaunted  | 费尔菲尔德船厂 | 1914年4月28日  | 1914年8月29日  |
| 奥罗拉   | HMS Aurora     | 德文港海军船厂 | 1913年9月30日  | 1914年9月5日   |
| 佩涅罗珀 | HMS Penelope   | 巴罗造船厂     | 1913年8月25日  | 1914年12月12日 |
| 伽拉忒亚 | HMS Galatea    | 比尔德摩尔船厂 | 1913年5月14日  | 1914年12月     |
| 善变     | HMS Inconstant | 比尔德摩尔船厂 | 1914年7月6日   | 1915年1月27日  |
| 法厄同   | HMS Phaeton    | 巴罗造船厂     | 1914年10月21日 | 1915年2月      |
| 保皇党   | HMS Royalist   | 比尔德摩尔船厂 | 1915年1月14日  | 1915年3月      |

## 主要数据
- 全长：132.89米
- 舰宽：11.89米
- 吃水：4.11米（最大4.72米）
- 标准排水量：3945吨
- 满载排水量：4410吨
- 编制：276人（到1919年时增至318人）
- 最高航速：29节
- 续航力：5000海里／16节
- 武器装备：
  - Mk XII型152.4mm炮2门
  - Mk V型102mm炮6门
  - 76.2mm高炮1门
  - 两座双联装533mm鱼雷发射管

## 服役情况
在第一次世界大战时，哈里奇分舰队和大舰队各有4艘林仙级轻巡洋舰。各舰的参战情况如下；
林仙号参加了1914年8月28日的赫尔戈兰湾海战，后在1916年2月11日被德国布放的水雷击沉；
奥罗拉号参加了击沉德国武装破交舰流星号的战斗；
无吓号参加了1914年10月17日击沉4艘德国鱼雷艇（相当于驱逐舰）的战斗；
法厄同号参与了加里波利战役；
佩涅罗珀号参加了1916年4月25日的洛斯托夫特攻击；
伽拉忒亚号、善变号、法厄同号、保皇党号四舰参加了1916年5月31日的日德兰大海战。
在停战后不久，8艘林仙级纷纷退役并被拆毁。

## 资料来源
- 舰船知识，2007年8月号，55页~64页。